# Morris (Alabama)
Morris város az USA Alabama államában, Jefferson megyében. Lakosainak száma 2259 fő (2020. április 1.).

## Népesség
A település népességének változása:

| 2010 | 1 859 |
| 2020 | 2 259 |